# Fédération sud-coréenne de tir à l'arc
La Fédération de Corée du Sud de tir à l'arc est chargée d'organiser et de développer la pratique du tir à l'arc en Corée du Sud. La fédération a été fondée en 1922 et est affilié à la World Archery depuis 1963.
En tir à l'arc, la Corée du Sud est la nation dominante aux Jeux Olympiques, elle détient le record du nombre de médailles gagnées pour un pays depuis 1972 avec 39 médailles, dont 23 en or.
Le président actuel est Chung Euisun.

## Histoire
Le dispositif d'enseignement coréen pour le tir à l’arc visant à atteindre l'excellence a été initié par plusieurs personnes, dont notamment Monsieur Park, ancien archer, puis entraîneur et actuel directeur de l’entreprise d'archerie Win&Win.
Dans les années 1970, seul l'arc traditionnel coréen était pratiqué et il n'y avait pas de contact avec les autres nations pratiquant le tir à l’arc. Monsieur Park est donc parti à l’étranger afin de construire une démarche d’enseignement.
En 1981, la Corée obtient alors l’organisation des Jeux Olympiques de 1988. Cette désignation amène l'Etat et des partenaires privés à s'investir dans le milieu sportif et notamment pour le tir à l'arc. 
Le dispositif a donc pris forme en se basant sur les connaissances acquises à l’étranger, avec les moyens financiers et humains mis à disposition par l’Etat, et avec l'aide de partenaires privés.
Ce dispositif ne s’appuie pas sur des clubs, mais sur l'infrastructure scolaire (école primaire, collège, lycée et université) et ne se concentre que sur la pratique de l’arc classique en tir olympique.

## Méthode coréenne
Pour un archer débutant, les six premiers mois sont consacrés à l’apprentissage de la posture et des placements, avec un élastique puis un arc en bois. Pendant cette période l'archer s'entraîne jusqu'à 3 à 4 heures par jour, tous les jours sans jamais lâcher une flèche.
Durant les dix premières années de sa formation, un archer effectue un footing matinal quotidien à partir de 6 h, puis s'entraîne tous les jours entre 3 et 8 heures. Ils tirent en moyenne entre 300 et 600 flèches par jour, jusqu’à 1000 avant les compétitions. À titre de comparaison, un collégien français s'entraînant en pôle espoirs tire entre 150 et 200 flèches par jour. Pour atteindre de tels volumes, les archers tirent des volées de 12 flèches, et courent aux cibles pour récupérer leurs flèches. Ils sont ainsi capables, en tirant à 50 ou 70 mètres, d’atteindre 100 flèches par heure. 

### Débouchés
Aux plus jeunes âges, un niveau sportif insuffisant provoquera un retour à une scolarité normale. Un échec au baccalauréat, caractérisé par un très fort coefficient pour le tir à l’arc, résultera en un redoublement dans une classe normale. En cas de réussite et suivant son niveau sportif, l’archer aura la possibilité d’intégrer l’université ou une équipe professionnelle. 
Le passage à l’université est suivi soit d’une intégration dans une équipe professionnelle, soit de l’obtention du diplôme d’entraîneur. En équipe professionnelle, un archer gagne au minimum 50 000 dollars par an sans les primes, ces dernières peuvent faire monter le total jusqu’à 100 000 dollars par an. La pratique loisir n'existe pas, les archers tirent à l’arc pour préparer un métier d’archer professionnel ou d'entraîneur. Ainsi, la Corée compte environ 130 archers professionnels, 500 entraîneurs et un grand nombre d’anciens archers employés dans des usines d'archerie.